# Perdita dissimulans
Perdita dissimulans är en biart som beskrevs av Timberlake 1954. Perdita dissimulans ingår i släktet Perdita och familjen grävbin. Inga underarter finns listade i Catalogue of Life.